# Avatha pratti
Avatha pratti là một loài bướm đêm trong họ Erebidae.